# Eutelsat W2
Eutelsat W2 – satelita telekomunikacyjny wyniesiony na orbitę 5 października 1998, należący do konsorcjum Eutelsat.
Zbudowany przez firmę Alcatel Space w oparciu o model Spacebus 3000 B2. Posiadał 24 transpondery pasma Ku. Przewidywany okres żywotności satelity wynosił 12 lat.
Eutelsat W2 pracował na orbicie geostacjonarnej (nad równikiem), na pozycji 16,1 stopnia długości geograficznej wschodniej, pomiędzy popularnymi w Polsce satelitami Hot Bird na pozycji 13°E i Astra na pozycji 19,2°E.
Satelita ten nadawał sygnał stacji telewizyjnych i radiowych, przekazy telewizyjne oraz dane (dostęp do Internetu) do odbiorców w Europie oraz m.in. na Madagaskarze, a także Afryce Północnej i na Bliskim Wschodzie.
27 stycznia 2010 uległ awarii, a w marcu tego samego roku został przesunięty na tzw. orbitę cmentarną.